# Paata Burtschuladse

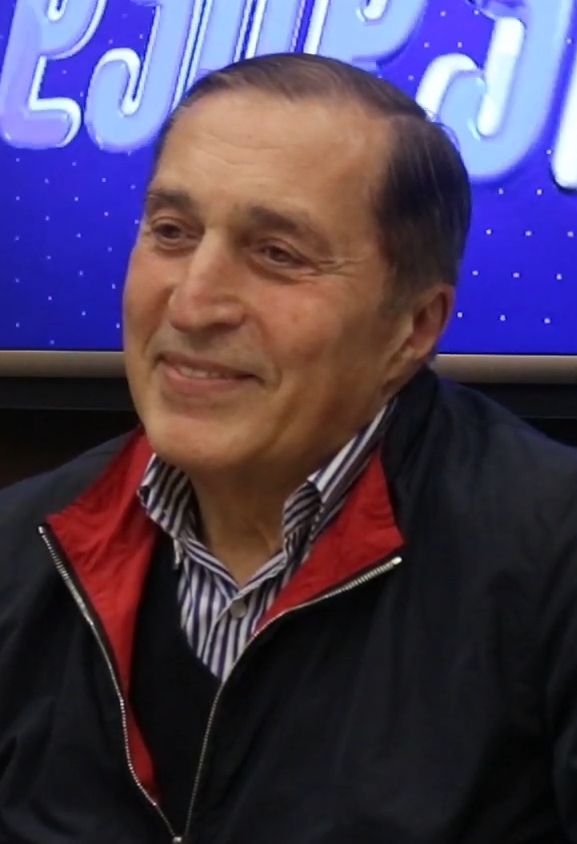
Paata Burtschuladse

Paata Burtschuladse (georgisch პაატა ბურჭულაძე; in englischer Transkription Burchuladze; * 12. Februar 1955 in Tiflis, Georgische SSR) ist ein georgischer Opernsänger (Bass).

## Leben
Burtschuladse erhielt eine Gesangsausbildung bei dem Gesangspädagogen Olimpi Chelaschwili in Tiflis. Er sang bereits während der Studienzeit am Staatlichen Sachari-Paliaschwili-Theater für Oper und Ballett. Wegen seines besonderen Talents erhielt er ein Stipendium, das es ihm ermöglichte, seine Ausbildung in Mailand bei Giulietta Simionato und Eduardo Mueller fortzusetzen und abzuschließen.

### Karriere und Auszeichnungen
1981 errang er den ersten Preis beim Gesangswettbewerb Voci Verdiane in Busseto, Italien. 1982 gewann er die Goldmedaille und den ersten Preis beim renommierten Moskauer Tschaikowski-Wettbewerb. Im Jahr 1985 siegte er beim Luciano Pavarotti-Wettbewerb in Philadelphia, USA.
Sein Debüt am Royal Opera House Covent Garden in London gab er als Ramphis in Aida neben Luciano Pavarotti als Radames. Weitere Erstauftritte folgten an der Mailänder Scala und der Wiener Staatsoper Luisa Miller, wieder an der Seite Pavarottis. Herbert von Karajan, der den Künstler als „zweiten Schaljapin“ bezeichnete, holte ihn zu den Salzburger Festspielen, bei denen er seither mehrmals auch in Konzerten zu hören war. Ein weiterer Höhepunkt in der Karriere Burtschuladses war sein Auftritt als Titelheld in Boris Godunow in der Eröffnungsvorstellung der Metropolitan Opera in der Saison 1990/91.

### Repertoire
Burtschuladses Repertoire umfasst neben den großen Basspartien von Verdi vor allem das russische Repertoire und die wichtigsten französischen Bassrollen. Er hat auch großes Liedrepertoire russischer Komponisten.

## Diskografie
- Wolfgang Amadeus Mozart, Don Giovanni (Komtur) mit Samuel Ramey unter Herbert von Karajan
- Giuseppe Verdi, Ernani (Silva) mit Luciano Pavarotti und Joan Sutherland
- Giuseppe Verdi, Aida (Ramphis) mit Luciano Pavarotti unter Lorin Maazel
- Giuseppe Verdi, La Forza del Destino (Pater Guardian) mit José Carreras unter Giuseppe Sinopoli
- Peter Tschaikowsky, Eugen Onegin (Gremin) mit Mirella Freni und Neil Shicoff unter James Levine
- Wolfgang Amadeus Mozart, Requiem unter Herbert von Karajan
- Giuseppe Verdi, Requiem unter Herbert von Karajan
- Zahlreiche Recitals (Arien und Liedprogramme)